# Distrito electoral de French Creek (Illinois)
French Creek (en inglés: French Creek Precinct) es un distrito electoral ubicado en el condado de Edwards en el estado estadounidense de Illinois. En el Censo de 2010 tenía una población de 1024 habitantes y una densidad poblacional de 15,1 personas por km².

## Geografía
French Creek se encuentra ubicado en las coordenadas 38°18′22″N 88°0′43″O / 38.30611, -88.01194. Según la Oficina del Censo de los Estados Unidos, French Creek tiene una superficie total de 67.81 km², de la cual 67.74 km² corresponden a tierra firme y (0.1%) 0.07 km² es agua.

## Demografía
Según el censo de 2010, había 1024 personas residiendo en French Creek. La densidad de población era de 15,1 hab./km². De los 1024 habitantes, French Creek estaba compuesto por el 97.36% blancos, el 0.49% eran afroamericanos, el 0.2% eran amerindios, el 0.68% eran asiáticos, el 0% eran isleños del Pacífico, el 0.29% eran de otras razas y el 0.98% pertenecían a dos o más razas. Del total de la población el 0.88% eran hispanos o latinos de cualquier raza.